# سيرفيا
سيرفيا (Σέρβια) هي مدينة في كوزاني في مقاطعة فوريا إلادا في اليونان.

## معرض صور

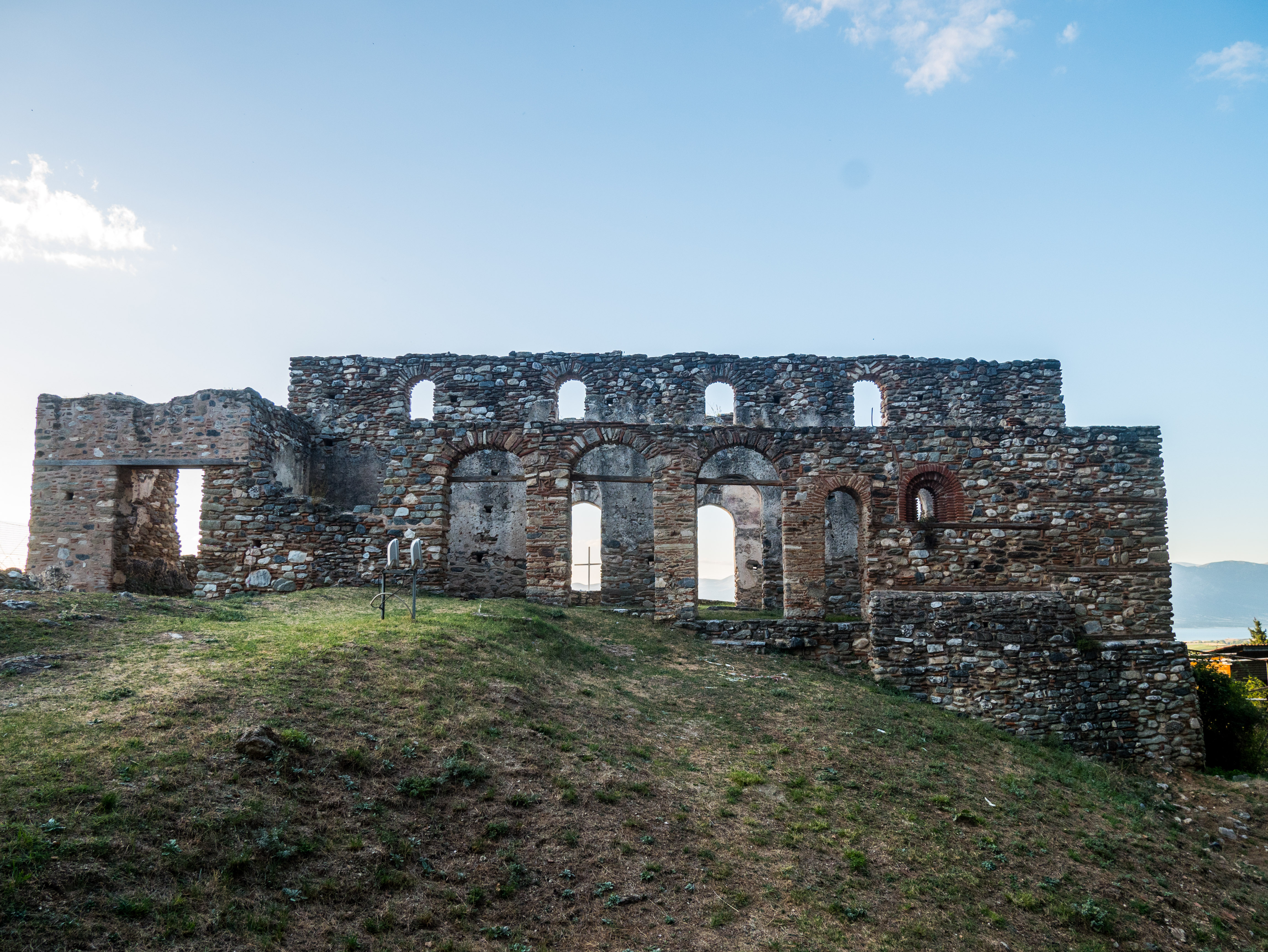
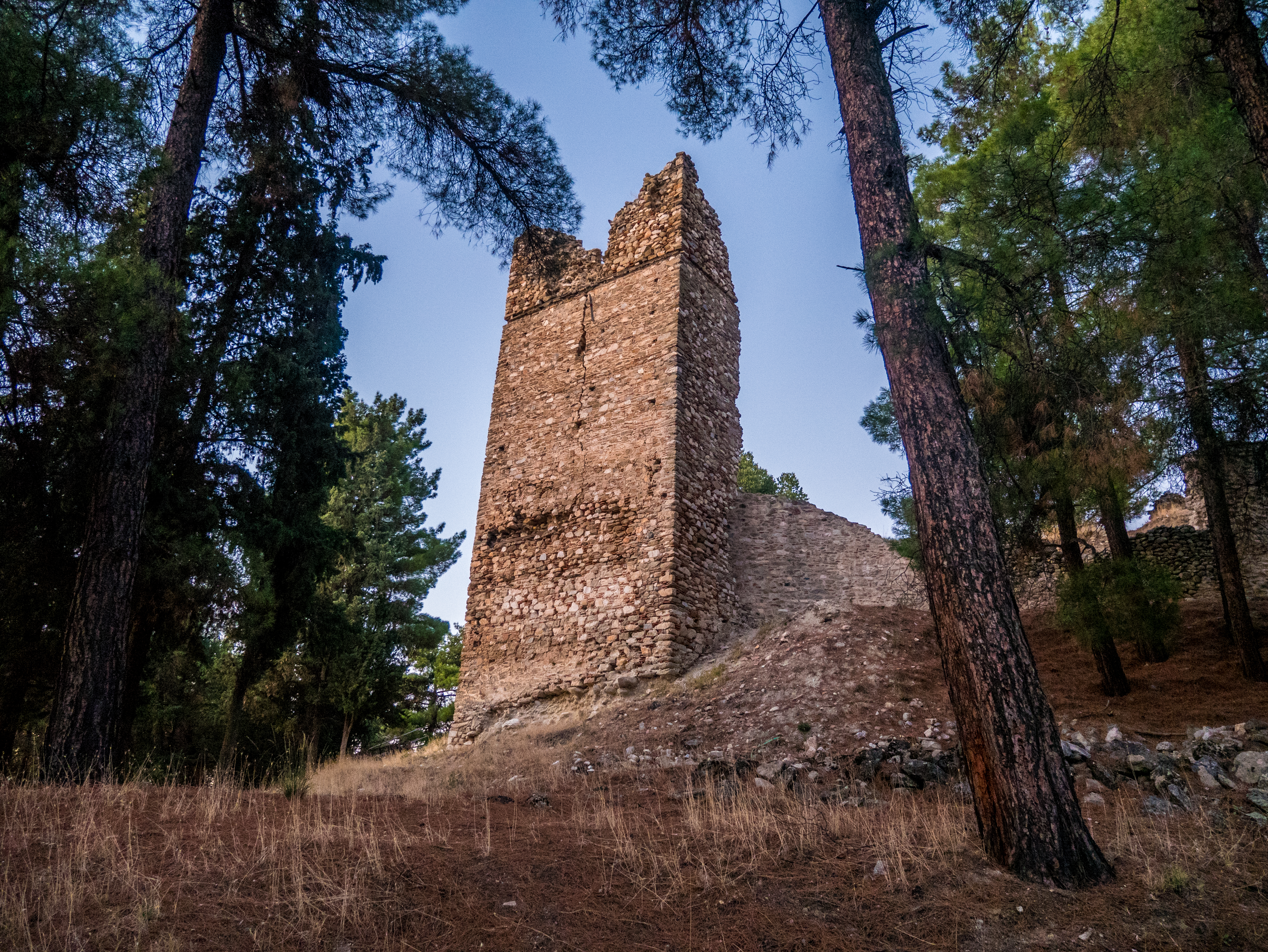
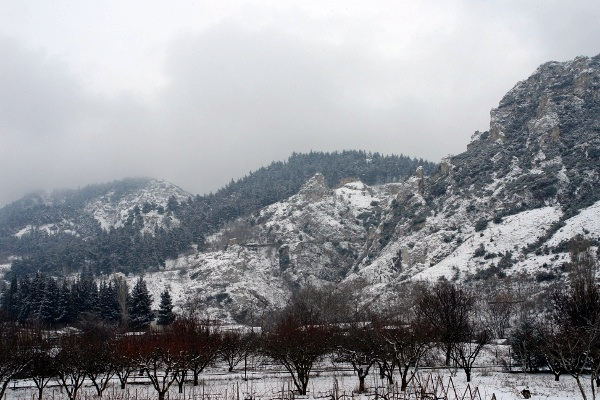